# اووه باین
اووه باین (به آلمانی: Uwe Bein) بازیکن فوتبال و مهاجم اهل آلمان است که از سال ۱۹۸۹ میلادی عضو تیم ملی فوتبال آلمان بوده‌است. وی در ۱۷ بازی ملی حضور داشته است و آخرین بازی ملی خود را در سال ۱۹۹۳ میلادی انجام داد. اووه باین در بازی‌های ملی‌اش ۳ گل به ثمر رساند.